# Somerset (Pensylwania)
Somerset – miasto w Stanach Zjednoczonych, w stanie Pensylwania, siedziba hrabstwa Somerset. W 2010 roku liczyło 6277 mieszkańców.